# Тунџи Авоџоби
Тунџи Авоџоби (рођен 30. јула 1973. године у Лагосу) је бивши нигеријски кошаркаш. Играо је на позицији крилног центра и наступао је у великом броју клубова широм Европе. У Србији је познат по томе што је играо за Црвену звезду као и Цибону и Олимпију. Играо је и за репрезентацију Нигерије. Пре кошарке тренирао је и бокс.

## Каријера

### Колеџ
Колеџ каријеру је провео на Бостонском универзитету, за који је играо од 1993. до 1997. године. Имао је веома успешну колеџ каријеру бар што се тиче сопственог учинка. Постао је први играч у Новој Енглеској који је постигао преко 2000 поена и 1000 скокова. Такође постао је тек пети играч у историји прве дивизије који је постигао преко 2000 поена, 1000 скокова и 300 блокада. Пре њега то је пошло за руком: Алонзу Морнингу, Первис Елисону, Дерику Колеману и Дејвиду Робинсону. Због свог учинка ушао је у Кућу славних Бостонског универзитета.

### Професионална каријера
С обзиром да није изборио могућност да игра у НБА лиги убрзо се сели у Европу где игра за велики број тимова. Вредно помена је играње у Евролиги са екипама Олимпије и Цибоне. У сезони 2000/01. са екипом Олимпије имао је просек поена 11,3 уз 5,4 скокова по мечу. У Цибони је играјући Евролигу следеће године бележио 9,5 поена уз 4,8 скокова по мечу. Након тога је две године играо поред домаћих такмичења и УЛЕБ куп и то са екипама Спироу Шарлроа и Хапоел из Јерусалима. Посебно је добро играо у Хапоелу са којим је освојио УЛЕБ куп 2004. године.
У априлу 2005. Тунџи долази у Црвену звезду. За црвено-беле је одиграо 16 утакмица уз 116 поена. Ипак тај део каријере обележио је пре свега инцидент на утакмици плеј-офа када је Тунџи био револтиран односом судија према њему. Након тога услед још неких судијских одлука реговали су и навијачи па је интервенисала жандармерија и ситуација на трибинама се убрзо смирила. Међутим, Тунџи Авоџоби је стао испред линије слободних бацања и није желео да се помери. Нико нити од противничких играча нити од припадника обезбеђења није пришао бившем боксеру. Прекид је потрајао неколико минута, све док се Александар Трифуновић, који је због треће техничке клупи искључен, није вратио на паркет и замолио Нигеријца да се помери.
После одласка из Црвене звезде Авоџоби је променио неколико тимова у Израелу, да би му последњи тим у Европи био руски Автодор Саратов.

### Репрезентација
Са репрезентацијом Нигерије учествовао је на два Светска првенства. На Светском првенству 1998. године освојили су 13. место а 2006. године на Светском првенству у Јапану су били 14.

## Трофеји
Цибона
- Куп Хрватске (1) : 2000/01.

 Олимпија
- Куп Словеније (1) : 2001/02.
- Јадранска лига (1) : 2001/02.

 Хапоел Јерусалим
- УЛЕБ куп (1) : 2003/04.